# قاعدة فانت هوف
قاعدة فانت هوفأو معامل Q10 في الكيمياء (بالإنجليزية: Q10 coefficient) هي قاعدة صاغها الكيميائي الهولندي فانت هوف تربط بين سرعة التفاعل الكيميائي ودرجة الحرارة. وهي تنص على زيادة سرعة التفاعل الكيميائي إلى الضعف إلى أربعة أضعاف عندما ترتفع درجة الحرارة بمقدار 10 درجات.
صاغ أرينيوس معادلته الخاصة بمعدل التفاعل الكيميائي ، وهي تعتمد على معامل بولتزمان الذي هو عبارة عن دالة أسية للأساس e ، ويحدد الأس كسر بين طاقة التنشيط وبين حاصل ضرب درجة الحرارة في ثابت بولتزمان.
قاعدة فانت هوف تعتبر قاعدة تقريبية لوصف ظواهر متعددة في الكيمياء و الكيمياء الحيوية وفي علم البيئة.
ويرتفع معامل زيادة سرعة تفاعل كيميائي عند ارتفاع درجة الحرارة بمقدار 10 كلفن ، ولذلك تسمى القاعدة "قاعدة Q10 .
{\displaystyle Q_{10}=\left({\frac {R_{2}}{R_{1}}}\right)^{10K/(T_{2}-T_{1})}},
حيث R سرعة التفاعل في الحالتين .
ومع زيادة فرق درجتي الحرارة تزداد عدم دقة تلك القاعدة .
وقد قام عالم الكيمياء الهولندي ياكوببوس فانت هوف عام 1884 بصياغة تلك القاعدة التقريبية ، ثم قام سفانت أرينيوس بصياغة معادلته الأكثر دقة عن سرعة التفاعلات الكيميائية وتسمى معادلة أرينيوس . وتعطي معادلة أرينيوس اعتماد سرعة التفاعل على درجة الحرارة.

## اقرأ أيضا
- مخطط أرهينيوس
- معامل بولتزمان
- تفاعل كيميائي
- تفاعل ناشر للحرارة
- تفاعل يمتص الحرارة
- تفاعل الثرميت
- تفاعل أكسدة-اختزال
- اختزال
- نظرية تحول الحالة
- معادلة أرينيوس
- توازن كيميائي
- فاعلية كيميائية
- تفاعل نووي